# Bitka pri Dreuxu
Bitka pri Dreuxu je potekala 19. decembra 1562 med katoliško in protestantsko (hugenotsko) armado. Kljub prvemu protestantskemu napadu je zmagala katoliška armada. 